# Consiglio dei Quaranta (Treviso)
Il Consiglio dei Quaranta, o Minore, era uno degli organi costituzionali del Comune di Treviso.

## Funzioni
Il Consiglio Minore era competente a ricevere le proposte elaborate nelle curie del Podestà. Dopo la discussione, in caso di approvazione a maggioranza relativa, esse erano passate per l'approvazione definitiva al Consiglio dei Trecento.

## Composizione

### Numero
Nel periodo più arcaico il Minor Consiglio era composto da soli venti membri, rinnovati ogni tre mesi.
Il numero fu in seguito portato a quaranta.

### Requisiti di eleggibilità e modalità d'elezione
Requisiti per l'eleggibilità erano l'aver compiuto i venti anni, essere cittadini trevigiani (per parte di padre, di madre o per nascita propria) o, in alternativa, essere residenti in città o nei borghi da vent'anni, e possedere beni immobili per un valore di almeno cento lire di piccoli.
Non potevano essere contemporaneamente membri del Minor Consiglio padre e figlio, ovvero due fratelli.
Esclusi restavano gli ecclesiastici e tutti coloro che godevano di privilegi ecclesiastici (prebende, immunità di foro, uffici..).
Otto aptatores o rodulari erano incaricati dal Podestà di controllare le liste, o roduli, e sostituire coloro che non erano in possesso dei requisiti legali.